# 同心蛤
同心蛤（学名：Meiocardia vulgaris）是帘蛤目同心蛤科同心蛤属的一种。主要分布于韩国、中国大陆、台湾，常栖息在潮下带。